# Copa de Bulgaria
La Copa de Bulgaria (en búlgaro:Купа на България) es un torneo futbolístico por eliminación directa que se disputa anualmente entre clubes de Bulgaria. 
La competición ha estado dominada por los equipos de la capital Sofía. Los equipos de Sofía han ganado juntos un total de 65 títulos. Los tres equipos más exitosos son el Levski Sofia (26 copas), el CSKA Sofia (21 copas) y el Slavia Sofia (8 copas). El actual campeón es el PFC Ludogorets Razgrad, que venció al PFC CSKA Sofía por 1-0 en la final de 2025.
El equipo campeón accede a la segunda ronda de clasificación de la Liga Europea de la UEFA.

## Palmarés

### Copa del Zar (1938-1942)
| Temporada | Campeón      | Resultado | Finalista         | Sede de la final            |
| --------- | ------------ | --------- | ----------------- | --------------------------- |
| 1938      | FK-13 Sofia  | 3 - 0     | Levski Ruse       | Estadio Yunak, Sofía        |
| 1939      | Shipka Sofia | 2 - 0     | Levski Ruse       | Levski Playing Field, Sofía |
| 1940      | FK-13 Sofia  | 2 - 1     | Sportklub Plovdiv | Levski Playing Field, Sofía |
| 1941      | AS-23 Sofia  | 4 - 2     | Napredak Ruse     | City Stadium, Dobrich       |
| 1942      | Levski Sofia | 3 - 0     | Sportklub Plovdiv | Estadio Yunak, Sofía        |

### Copa del Ejército Soviético (1946-1982)
| Temporada | Campeón               | Resultado           | Finalista                | Sede de la final                     |
| --------- | --------------------- | ------------------- | ------------------------ | ------------------------------------ |
| 1946      | Levski Sofia          | 4 - 1               | Stamo Kostov Popovo (II) | Estadio Yunak, Sofía                 |
| 1947      | Levski Sofia          | 1 - 0               | Botev Plovdiv            | Estadio Yunak, Sofía                 |
| 1948      | Lokomotiv Sofia       | 1 - 0               | Slavia-Chengelov Plovdiv | Estadio Yunak, Sofía                 |
| 1949      | Levski Sofia          | 1 - 1, 2 - 2, 2 - 1 | CSKA Sofia               | Estadio Yunak, Sofía                 |
| 1950      | Levski Sofia          | 1 - 1, 1 - 1, 1 - 0 | CSKA Sofia               | Estadio Balgarska Armiya, Sofía      |
| 1951      | CSKA Sofia            | 1 - 0               | Akademik Sofia           | Estadio Balgarska Armiya, Sofía      |
| 1952      | Slavia Sofia          | 3 - 1               | Spartak Sofia            | Estadio Balgarska Armiya, Sofía      |
| 1953      | Lokomotiv Sofia       | 2 - 1               | Levski Sofia             | Estadio Nacional Vasil Levski, Sofía |
| 1954      | CSKA Sofia            | 2 - 1               | Slavia Sofia             | Estadio Nacional Vasil Levski, Sofía |
| 1955      | CSKA Sofia            | 5 - 2               | Spartak Plovdiv          | Estadio Nacional Vasil Levski, Sofía |
| 1956      | Levski Sofia          | 5 - 2               | Botev Plovdiv            | Estadio Nacional Vasil Levski, Sofía |
| 1957      | Levski Sofia          | 2 - 1               | Spartak Pleven           | Estadio Nacional Vasil Levski, Sofía |
| 1958      | Spartak Plovdiv       | 1 - 0               | Minyor Pernik            | Estadio Nacional Vasil Levski, Sofía |
| 1959      | Levski Sofia          | 1 - 0               | Spartak Plovdiv          | Estadio Nacional Vasil Levski, Sofía |
| 1960      | Septemvri Sofia       | 4 - 3               | Lokomotiv Plovdiv (II)   | Estadio Nacional Vasil Levski, Sofía |
| 1961      | CSKA Sofia            | 3 - 0               | Spartak Varna            | Estadio Nacional Vasil Levski, Sofía |
| 1962      | Botev Plovdiv         | 3 - 0               | Dunav Rousse             | Estadio Nacional Vasil Levski, Sofía |
| 1963      | Slavia Sofia          | 2 - 0               | Botev Plovdiv            | Estadio Nacional Vasil Levski, Sofía |
| 1964      | Slavia Sofia          | 3 - 2               | Botev Plovdiv            | Estadio Nacional Vasil Levski, Sofía |
| 1965      | CSKA Sofia            | 3 - 2               | Levski Sofia             | Estadio Ovcha Kupel, Sofía           |
| 1966      | Slavia Sofia          | 1 - 0               | CSKA Sofia               | Estadio Nacional Vasil Levski, Sofía |
| 1967      | Levski Sofia          | 3 - 0               | Spartak Sofia            | Estadio Nacional Vasil Levski, Sofía |
| 1968      | Spartak Sofia         | 3 - 2               | Beroe Stara Zagora       | Estadio Nacional Vasil Levski, Sofía |
| 1969      | CSKA Sofia            | 2 - 1               | Levski Sofia             | Estadio Nacional Vasil Levski, Sofía |
| 1970      | Levski Sofia          | 2 - 1               | CSKA Sofia               | Estadio Nacional Vasil Levski, Sofía |
| 1971      | Levski Sofia          | 3 - 0               | Lokomotiv Plovdiv        | Estadio Balgarska Armiya, Sofía      |
| 1972      | CSKA Sofia            | 3 - 0               | Slavia Sofia             | Estadio Nacional Vasil Levski, Sofía |
| 1973      | CSKA Sofia            | 2 - 1               | Beroe Stara Zagora       | Estadio Nacional Vasil Levski, Sofía |
| 1974      | CSKA Sofia            | 2 - 1               | Levski Sofia             | Estadio Nacional Vasil Levski, Sofía |
| 1975      | Slavia Sofia          | 3 - 2               | Lokomotiv Sofia          | Estadio Nacional Vasil Levski, Sofía |
| 1976      | Levski Sofia          | 4 - 3               | CSKA Sofia               | Estadio Nacional Vasil Levski, Sofía |
| 1977      | Levski Sofia          | 2 - 1               | Lokomotiv Sofia          | Estadio Nacional Vasil Levski, Sofía |
| 1978      | Marek Stanke Dimitrov | 1 - 0               | CSKA Sofia               | Estadio Nacional Vasil Levski, Sofía |
| 1979      | Levski Sofia          | 4 - 1               | Beroe Stara Zagora       | Estadio Nacional Vasil Levski, Sofía |
| 1980      | Slavia Sofia          | 3 - 1               | Beroe Stara Zagora       | Estadio Nacional Vasil Levski, Sofía |
| 1981      | Botev Plovdiv         | 1 - 0               | Pirin Blagoevgrad        | Estadio Nacional Vasil Levski, Sofía |
| 1982      | Lokomotiv Sofia       | 2 - 1               | Lokomotiv Plovdiv (II)   | Estadio Pleven, Pleven               |

### Copa de Bulgaria
| Temporada | Campeón            | Resultado        | Finalista            | Sede de la final                     |
| --------- | ------------------ | ---------------- | -------------------- | ------------------------------------ |
| 1982-83   | CSKA Sofia         | 4 - 0            | Spartak Varna        | Plovdiv Stadium, Plovdiv             |
| 1983-84   | Levski Sofia       | 1 - 0            | Botev Plovdiv        | Estadio Druzhba, Kardzhali           |
| 1984-85   | CSKA Sofia         | 2 - 1            | Levski Sofia         | Estadio Nacional Vasil Levski, Sofía |
| 1985-86   | Levski Sofia       | 1 - 0            | CSKA Sofia           | Estadio Nacional Vasil Levski, Sofía |
| 1986-87   | CSKA Sofia         | 2 - 1            | Levski Sofia         | Estadio Nacional Vasil Levski, Sofía |
| 1997-88   | CSKA Sofia         | 4 - 1            | Levski Sofia         | Estadio Nacional Vasil Levski, Sofía |
| 1988-89   | CSKA Sofia         | 3 - 0            | Chernomorets Burgas  | Estadio Pleven, Pleven               |
| 1989-90   | FC Sliven          | 2 - 0            | CSKA Sofia           | Estadio Hristo Botev, Gabrovo        |
| 1990-91   | Levski Sofia       | 2 - 1            | Botev Plovdiv        | Estadio Ivaylo, Veliko Tarnovo       |
| 1991-92   | Levski Sofia       | 5 - 0            | Pirin Blagoevgrad    | Estadio Georgi Benkovski, Pazardzhik |
| 1992-93   | CSKA Sofia         | 1 - 0            | Botev Plovdiv        | Estadio Hristo Botev, Blagoevgrad    |
| 1993-94   | Levski Sofia       | 1 - 0            | Pirin Blagoevgrad    | Estadio Nacional Vasil Levski, Sofía |
| 1994-95   | Lokomotiv Sofia    | 4 - 2            | Botev Plovdiv        | Estadio Nacional Vasil Levski, Sofía |
| 1995-96   | Slavia Sofia       | 4 - 0            | Levski Sofia         | Estadio Nacional Vasil Levski, Sofía |
| 1996-97   | CSKA Sofia         | 3 - 1            | Levski Sofia         | Estadio Nacional Vasil Levski, Sofía |
| 1997-98   | Levski Sofia       | 5 - 0            | CSKA Sofia           | Estadio Nacional Vasil Levski, Sofía |
| 1998-99   | CSKA Sofia         | 1 - 0            | Litex Lovech         | Estadio Balgarska Armiya, Sofía      |
| 1999-00   | Levski Sofia       | 2 - 0            | Neftochimik Burgas   | Estadio Hristo Botev, Plovdiv        |
| 2000-01   | Litex Lovech       | 1 - 0            | Velbazhd Kyustendil  | Estadio Lokomotiv, Sofía             |
| 2001-02   | Levski Sofia       | 3 - 1            | CSKA Sofia           | Estadio Ovcha Kupel, Sofía           |
| 2002-03   | Levski Sofia       | 2 - 1            | Litex Lovech         | Estadio Nacional Vasil Levski, Sofía |
| 2003-04   | Litex Lovech       | 2 - 2 (4-3 pen.) | CSKA Sofia           | Estadio Nacional Vasil Levski, Sofía |
| 2004-05   | Levski Sofia       | 2 - 1            | CSKA Sofia           | Estadio Nacional Vasil Levski, Sofía |
| 2005-06   | CSKA Sofia         | 3 - 1            | Cherno More Varna    | Estadio Nacional Vasil Levski, Sofía |
| 2006-07   | Levski Sofia       | 1 - 0            | Litex Lovech         | Estadio Beroe, Stara Zagora          |
| 2007-08   | Litex Lovech       | 1 - 0            | Cherno More Varna    | Estadio Nacional Vasil Levski, Sofía |
| 2008-09   | Litex Lovech       | 3 - 0            | Pirin Blagoevgrad    | Estadio Georgi Asparuhov, Sofía      |
| 2009-10   | Beroe Stara Zagora | 1 - 0            | Chernomorets Pomorie | Estadio Lovech, Lovech               |
| 2010-11   | CSKA Sofia         | 1 - 0            | Slavia Sofia         | Estadio Nacional Vasil Levski, Sofía |
| 2011-12   | Ludogorets Razgrad | 2 - 1            | Lokomotiv Plovdiv    | Estadio Lazur, Burgas                |
| 2012-13   | Beroe Stara Zagora | 3 - 3 (3-1 pen.) | Levski Sofia         | Estadio Lovech, Lovech               |
| 2013-14   | Ludogorets Razgrad | 1 - 0            | Botev Plovdiv        | Estadio Lazur, Burgas                |
| 2014-15   | Cherno More Varna  | 2 - 1            | Levski Sofia         | Estadio Lazur, Burgas                |
| 2015-16   | CSKA Sofia         | 1 - 0            | PFC Montana          | Estadio Nacional Vasil Levski, Sofía |
| 2016-17   | Botev Plovdiv      | 2 - 1            | Ludogorets Razgrad   | Estadio Nacional Vasil Levski, Sofía |
| 2017-18   | Slavia Sofia       | 0 - 0 (4-2 pen.) | Levski Sofia         | Estadio Nacional Vasil Levski, Sofía |
| 2018-19   | Lokomotiv Plovdiv  | 1 - 0            | Botev Plovdiv        | Estadio Nacional Vasil Levski, Sofía |
| 2019-20   | Lokomotiv Plovdiv  | 0 - 0 (5-3 pen.) | CSKA Sofia           | Estadio Nacional Vasil Levski, Sofía |
| 2020-21   | CSKA Sofia         | 1 - 0            | Arda Kardzhali       | Estadio Nacional Vasil Levski, Sofía |
| 2021-22   | Levski Sofia       | 1 - 0            | CSKA Sofia           | Estadio Nacional Vasil Levski, Sofía |
| 2022-23   | Ludogorets Razgrad | 3 - 1            | CSKA 1948            | Estadio Nacional Vasil Levski, Sofía |
| 2023-24   | Botev Plovdiv      | 3 - 2            | Ludogorets Razgrad   | Estadio Nacional Vasil Levski, Sofía |
| 2024-25   | Ludogorets Razgrad | 1 - 0            | CSKA Sofia           | Estadio Nacional Vasil Levski, Sofía |

## Títulos por club
| Club                      | Títulos | Subtítulos | Años campeón |
| ------------------------- | ------- | ---------- | --- |
| PFC Levski Sofia          | 26      | 12         | 1942, 1946, 1947, 1949, 1950, 1956, 1957, 1959, 1967, 1970, 1971, 1976, 1977, 1979, 1984, 1986, 1991, 1992, 1994, 1998, 2000, 2002, 2003, 2005, 2007, 2022 |
| PFC CSKA Sofia            | 21      | 15         | 1951, 1954, 1955, 1961, 1965, 1969, 1972, 1973, 1974, 1983, 1985, 1987, 1988, 1989, 1993, 1997, 1999, 2006, 2011, 2016, 2021                               |
| PFC Slavia Sofia          | 8       | 3          | 1952, 1963, 1964, 1966, 1975, 1980, 1996, 2018 |
| PFC Botev Plovdiv         | 4       | 10         | 1962, 1981, 2017, 2024 |
| PFC Litex Lovech          | 4       | 3          | 2001, 2004, 2008, 2009 |
| PFC Lokomotiv Sofia       | 4       | 2          | 1948, 1953, 1982, 1995 |
| PFC Ludogorets Razgrad    | 4       | 2          | 2012, 2014, 2023, 2025 |
| PFC Lokomotiv Plovdiv     | 2       | 6          | 2019, 2020 |
| PFC Beroe Stara Zagora    | 2       | 4          | 2010, 2013 |
| FK-13 Sofia               | 2       | -          | 1938, 1940 |
| FC Spartak Plovdiv †      | 1       | 2          | 1958 |
| Spartak Sofia †           | 1       | 2          | 1968 |
| PFC Cherno More Varna     | 1       | 2          | 2015 |
| Shipka Sofia †            | 1       | -          | 1939 |
| AS-23 Sofia †             | 1       | -          | 1941 |
| FC Septemvri Sofia        | 1       | -          | 1960 |
| PFC Marek Stanke Dimitrov | 1       | -          | 1978 |
| FC Sliven                 | 1       | -          | 1990 |
| PFC Pirin Blagoevgrad †   | -       | 4          | --- |
| FC Dunav Rousse           | -       | 4          | --- |
| PFC Spartak Varna         | -       | 2          | --- |
| PFC Chernomorets Pomorie  | -       | 1          | --- |
| PFC Velbazhd Kyustendil   | -       | 1          | --- |
| PFC Neftochimic Burgas †  | -       | 1          | --- |
| PFC Chernomorets Burgas † | -       | 1          | --- |
| PFC Minyor Pernik         | -       | 1          | --- |
| PFC Spartak Pleven        | -       | 1          | --- |
| Akademik Sofia †          | -       | 1          | --- |
| Chernolomets Popovo       | -       | 1          | --- |
| PFC Montana               | -       | 1          | --- |
| Arda Kardzhali            | -       | 1          | --- |
| CSKA 1948 Sofia           | -       | 1          | --- |

- † Equipo desaparecido.